# Ii
Ii (Ijo en sueco) es un municipio de Ostrobothnia del Norte, Finlandia. Contaba con una población de 8992 habitantes en 2007 y posee de una superficie de 635,24 km², de los cuales 15,38 km² son de agua, siendo por tanto la densidad de población de 10,3 habitantes por km².